# Musée d'Art de Samara
Le musée d'art de Samara (Самарский художественный музей) situé à Samara en Russie, est le musée d'art le plus important de la région de la Volga.

## Historique
Le musée a été fondé en 1897 grâce à la collection du peintre et mécène Constantin Golovkine (ru) (1871-1925) et d'autres peintres de la région et comprend au début des toiles de la fin du XIXe siècle et du début du XXe siècle. Aujourd'hui le musée possède une des collections les plus riches de peintres russes du XVIIIe siècle et du XIXe siècle, ainsi que d'œuvres graphiques et de peintures du tournant du XIXe siècle et du XXe siècle et de toiles d'avant-garde du début du XXe siècle.
Le musée présente aussi des œuvres d'art soviétiques des années 1920 aux années 1970. Il est dirigé par Mme Anna Chakhmatova.

## Illustrations

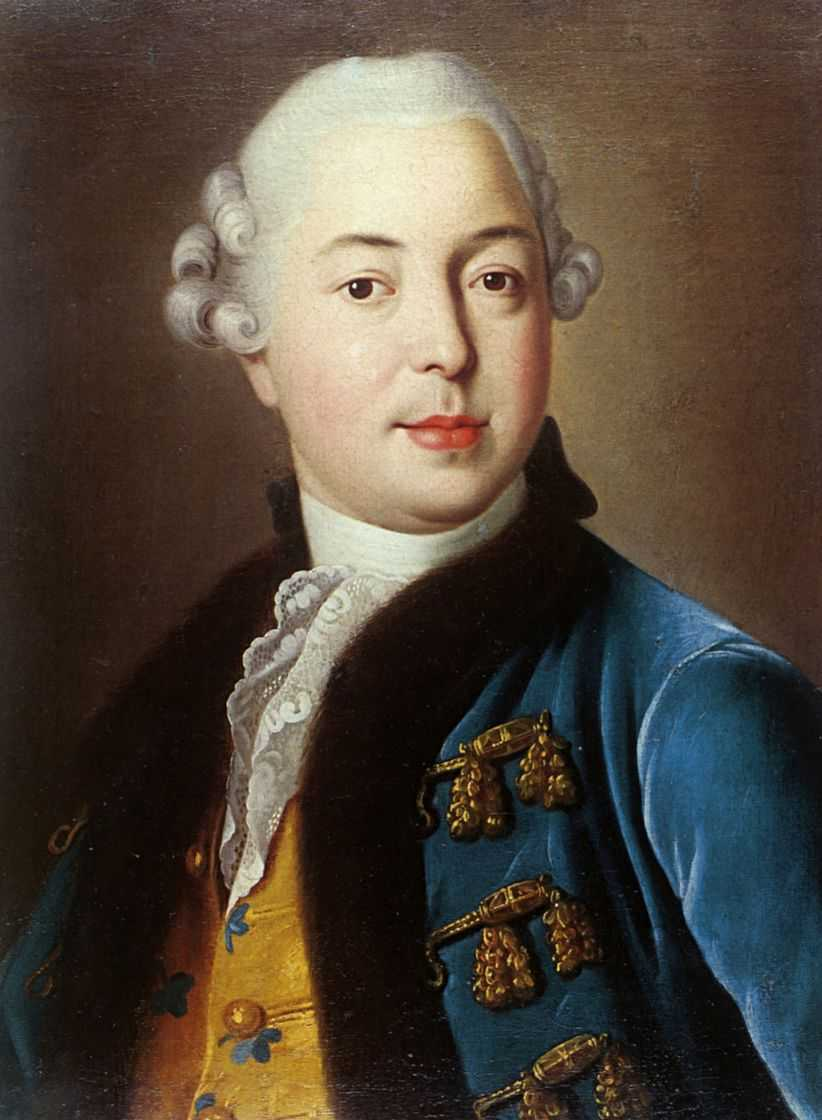
Portrait du prince I.P. Galitzine (vers 1760), Ivan Argounov
Portrait du général-comte Zoubov (1793), Joseph Grassi
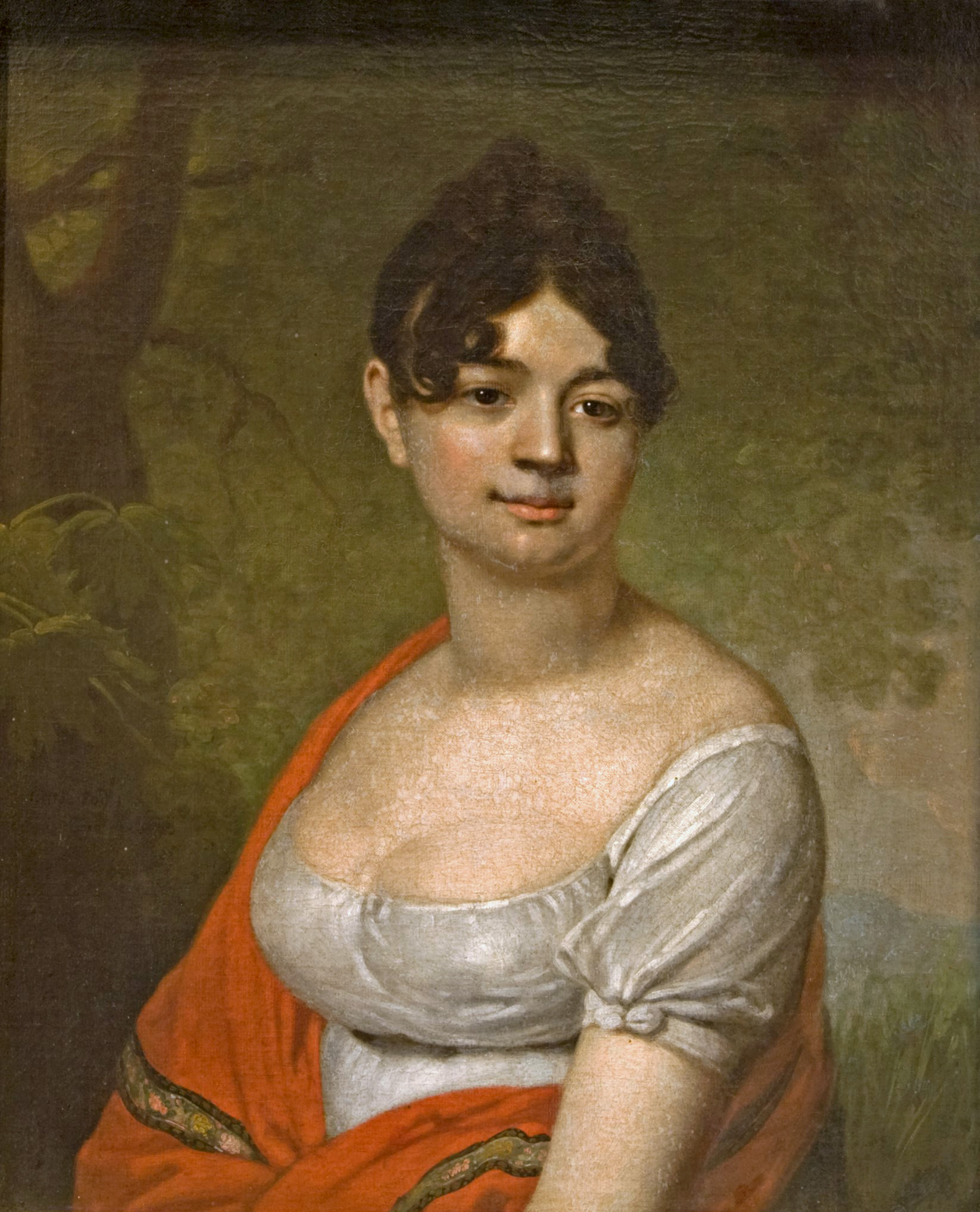
Portrait de dame (1805), Vladimir Borovikovski
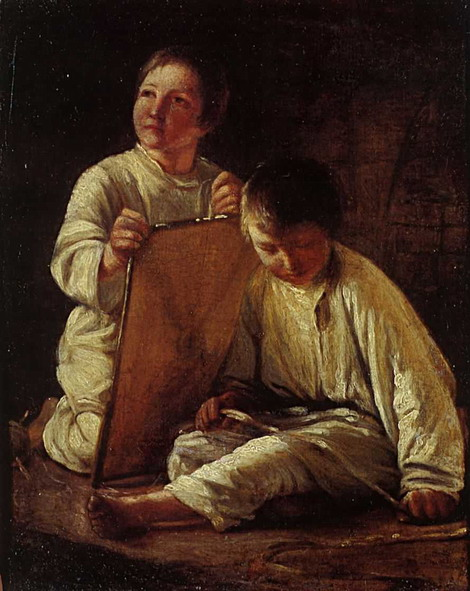
Deux petits paysans (vers 1820), Alexeï Venetsianov
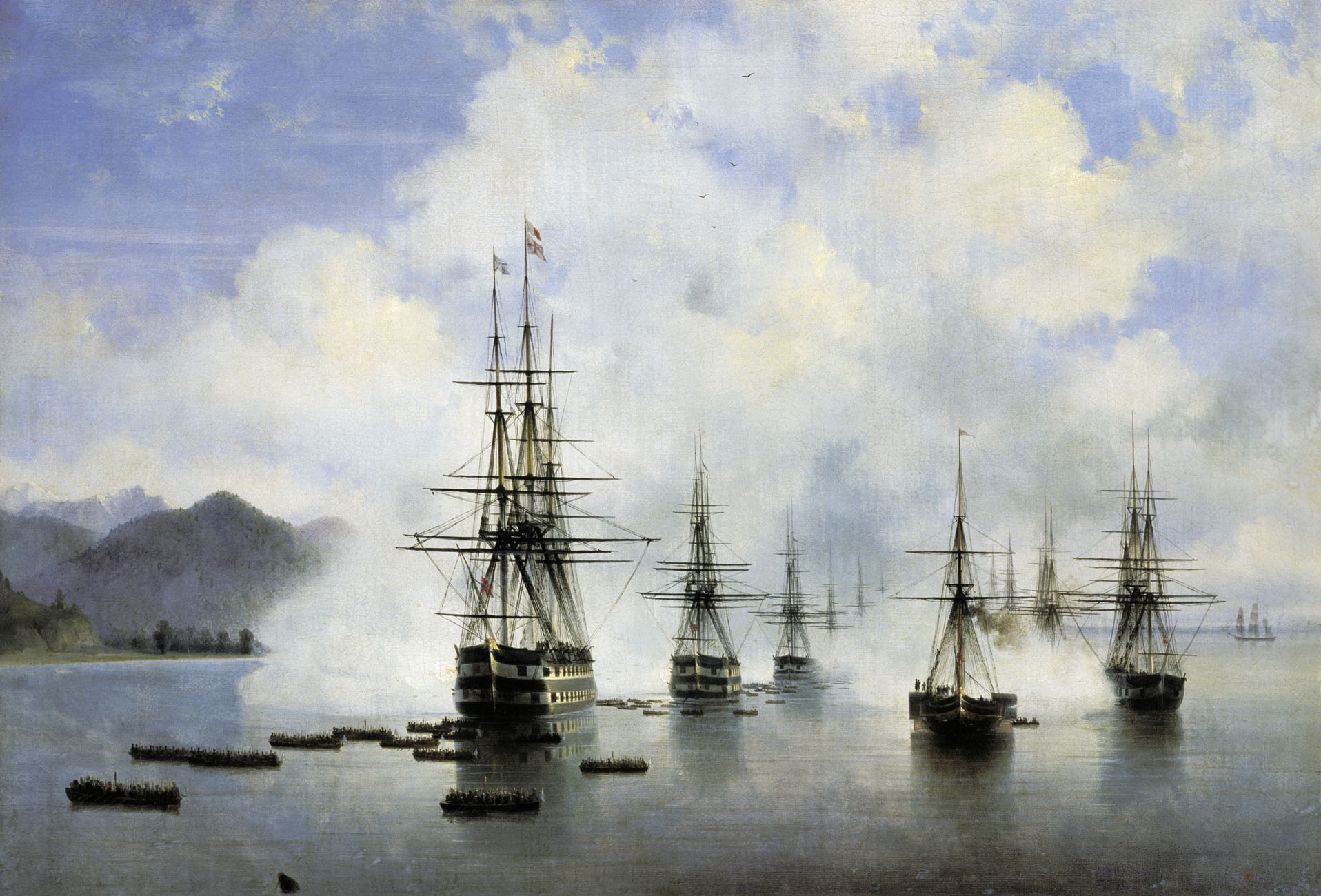
Débarquement de la flotte de Raïevski à Soubachi en 1838 (1839), Ivan Aïvazovski
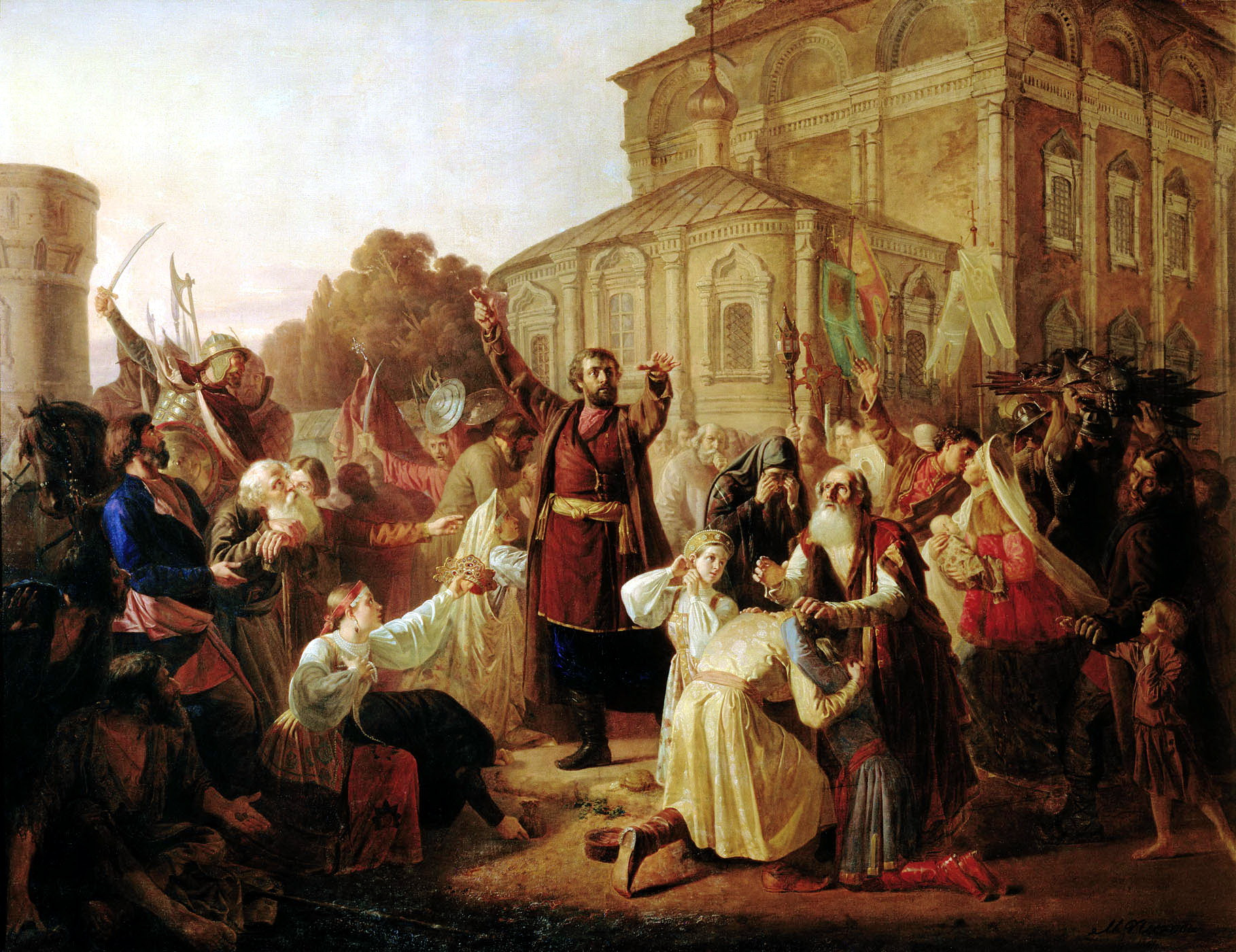
L'Appel de Minine aux habitants de Nijni Novgorod en 1611 (1861), Mikhaïl Peskov
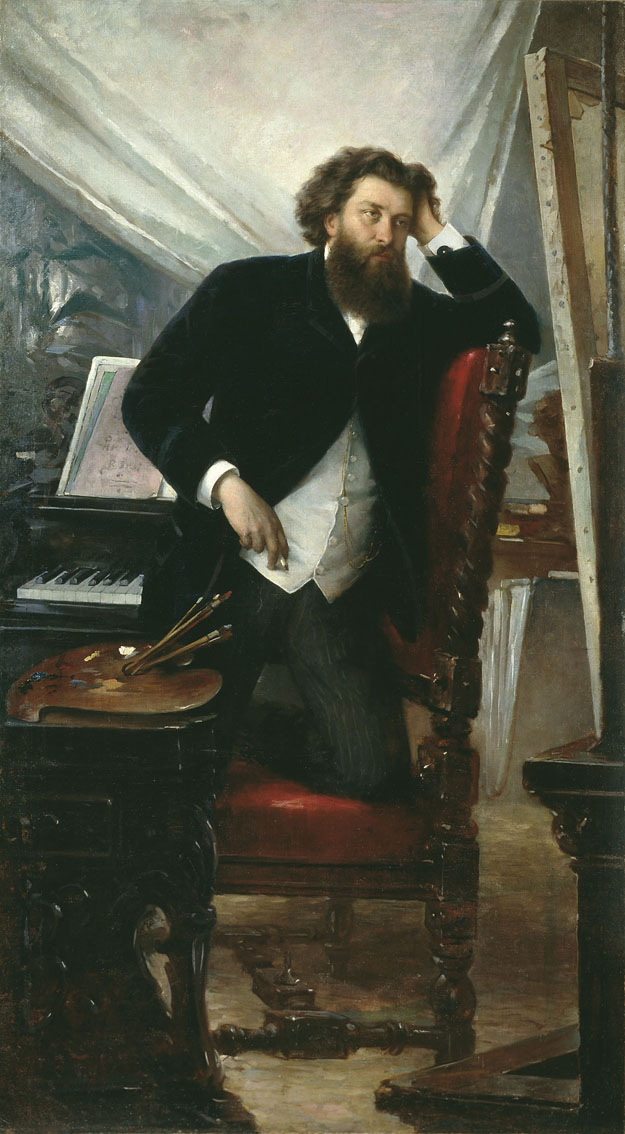
Portrait du peintre Voronov (1890), Fiodor Bourov (ru)
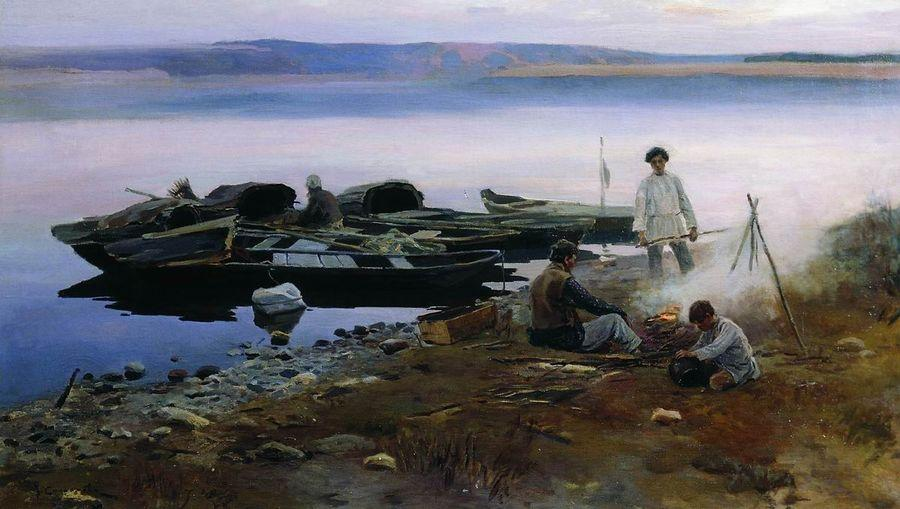
Au bord de la Volga (1897), Alexeï Stepanov

## Source
- (ru) Cet article est partiellement ou en totalité issu de l’article de Wikipédia en russe intitulé « Самарский художественный музей » (voir la liste des auteurs).